# Aconitum
- Commons
- Wikispecies

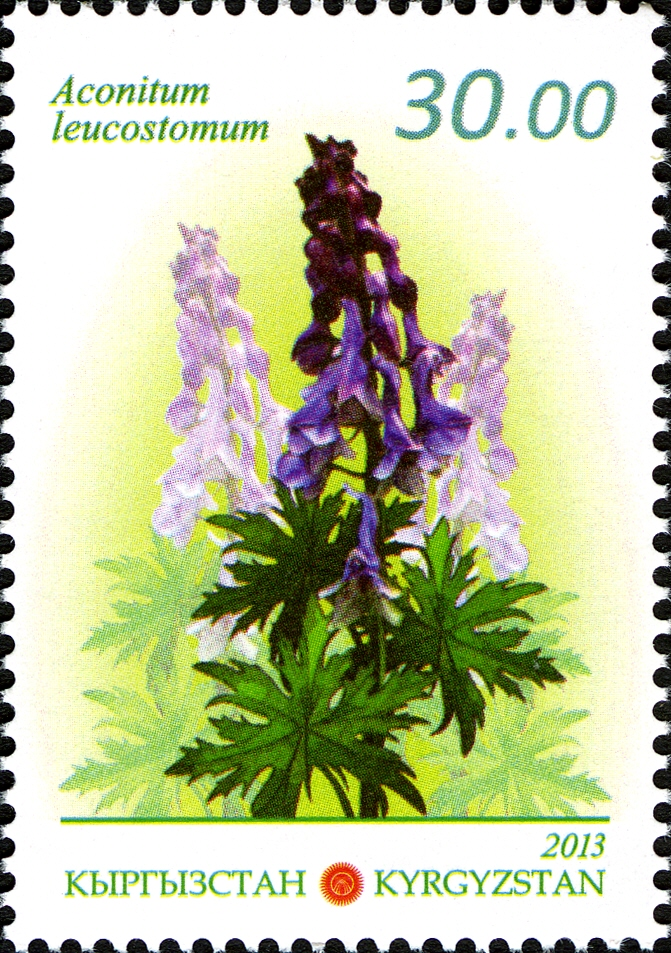
Aconitum leucostomum em um selo quirguiz de 2013

Aconitum é um gênero botânico da família Ranunculaceae

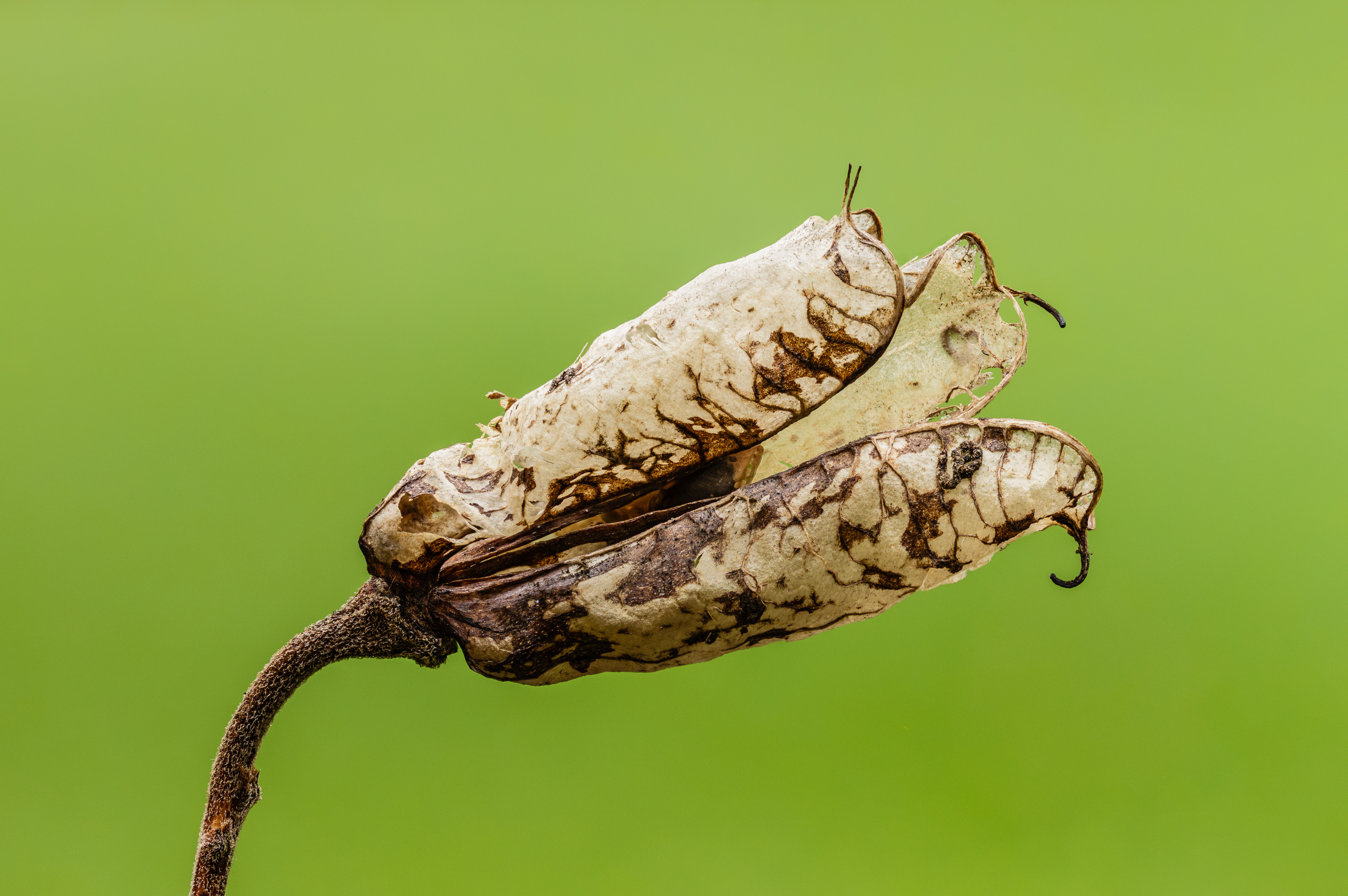
Empty seed pod.

## Espécies
| - Aconitum ajanense - Aconitum albo-violaceum - Aconitum altaicum - Aconitum ambiguum - Aconitum angusticassidatum - Aconitum anthora - Aconitum anthoroideum - Aconitum apetalum - Aconitum axilliflorum - Aconitum baburinii - Aconitum baicalense - Aconitum barbatum - Aconitum besserianum - Aconitum biflorum - Aconitum bucovinense - Aconitum carmichaelii - Aconitum charkeviczii - Aconitum chasmanthum - Aconitum cochleare - Aconitum columbianum - Aconitum confertiflorum - Aconitum consanguineum - Aconitum coreanum - Aconitum crassifolium - Aconitum cymbulatum - Aconitum decipiens - Aconitum degenii - Aconitum delphinifolium - Aconitum desoulavyi - Aconitum eulophum - Aconitum ferox - Aconitum firmum - Aconitum fischeri - Aconitum flerovii - Aconitum gigas - Aconitum gracile - Aconitum helenae - Aconitum hosteanum | - Aconitum infectum - Aconitum jacquinii - Aconitum jaluense - Aconitum jenisseense - Aconitum karafutense - Aconitum karakolicum - Aconitum kirinense - Aconitum krylovii - Aconitum kunasilense - Aconitum kurilense - Aconitum kusnezoffii - Aconitum kuzenevae - Aconitum lasiocarpum - Aconitum lasiostomum - Aconitum leucostomum - Aconitum longiracemosum - Aconitum lycoctonum - Aconitum macrorhynchum - Aconitum maximum - Aconitum miyabei - Aconitum moldavicum - Aconitum montibaicalense - Aconitum nanum - Aconitum napellus - Aconitum nasutum - Aconitum nemorosum - Aconitum nemorum - Aconitum neosachalinense - Aconitum noveboracense - Aconitum ochotense - Aconitum odontandrum - Aconitum orientale - Aconitum paniculatum - Aconitum paradoxum - Aconitum pascoi - Aconitum pavlovae - Aconitum pilipes - Aconitum plicatum | - Aconitum podolicum - Aconitum productum - Aconitum pseudanthora - Aconitum pseudokusnezowii - Aconitum puchonroenicum - Aconitum raddeanum - Aconitum ranunculoides - Aconitum reclinatum - Aconitum rogoviczii - Aconitum romanicum - Aconitum rotundifolium - Aconitum rubicundum - Aconitum sachalinense - Aconitum sajanense - Aconitum saxatile - Aconitum sczukinii - Aconitum septentrionale - Aconitum seravschanicum - Aconitum sichotense - Aconitum smirnovii - Aconitum soongaricum - Aconitum stoloniferum - Aconitum stubendorffii - Aconitum subalpinum - Aconitum subglandulosum - Aconitum subvillosum - Aconitum sukaczevii - Aconitum taigicola - Aconitum talassicum - Aconitum tanguticum - Aconitum tauricum - Aconitum turczaninowii - Aconitum umbrosum - Aconitum uncinatum - Aconitum variegatum - Aconitum volubile - Aconitum vulparia - Aconitum woroschilovii |

- Lista completa

## Classificação do gênero
| Sistema | Classificação                     | Referência               |
| ------- | --------------------------------- | ------------------------ |
| Linné   | Classe Polyandria, ordem Trigynia | Species plantarum (1753) |